# Vierramvare
Vierramvare, eller Rullevare, nordsamiska Vierranvárri, är ett fjäll vars höjd är 1711 meter över havet, beläget väster om Kebnekaise i norra Lappland i Sverige. Vierramvares sluttningar är relativt branta och består till största del av lösliggande stenblock. I öster störtar berget plötsligt ned i Kitteldalen och i väst-sydväst ned i Singivagge. I norr sluttar det ned i Kaffedalen och i söder ned i den mindre dalen mellan Vierramvare och Tolpagorni.
Fjällvandrare som är på väg mot Kebnekaises sydtopp kan välja att gå den så kallade Västra leden, vilken bland annat passerar över Vierramvares topp. Längs med ledens sträckning, i området kring toppen, har förbipasserande vandrare uppfört stora mängder rösen av närliggande stenar i skiftande storlekar och former.